# Grande halle de la Villette
Grande halle de la Villette, tidigare Grande Halle aux Boeufs, är ett tidigare slakteri och numera ett kulturcentrum vid Place de la Fontaine aux Lions i Parc de la Villette i 19:e arrondissementet i Paris i Frankrike. Det är ett byggnadsminne, som idag används för mässor, utställningar och musikfestivaler.

## Historik
La Villette var tidigare ett industriområde i nordvästra Paris mellan Goutte d'Or och Buttes-Chaumont, byggt omkring Canal de l'Ourcq och Canal Saint-Denis. Som en del av Haussmanns stadsomvandling av Paris föreslog Georges-Eugène Haussmann att slakterierna och köttmarknaderna skulle geografiskt koncentreras till stadens utkant i La Villette.

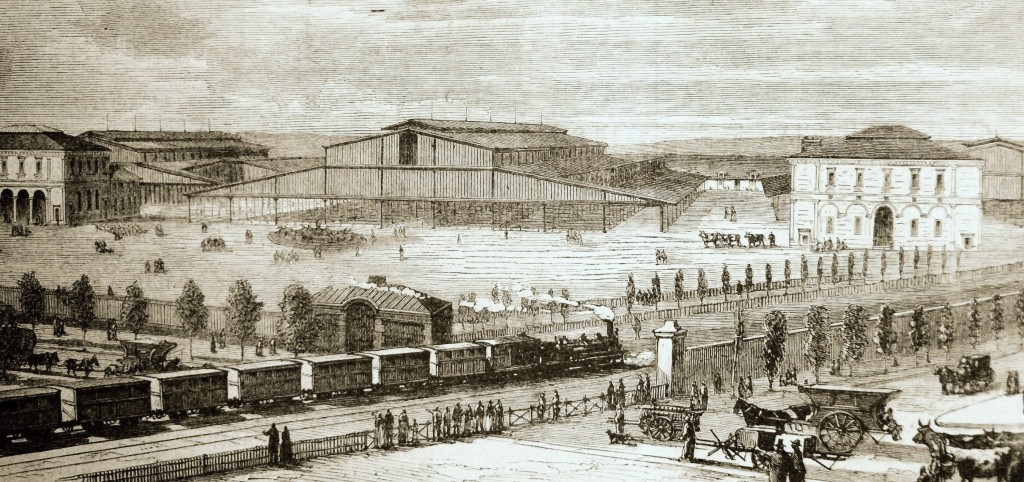
Grande halle de la Villette, 1867, placerat mellan två andra slakterier.

Grande Halle aux Boeufs ritades av Jules de Mérindol (1815–1888) och Louis-Adolphe Janvier (1818–1878) och uppfördes 1865–1867. La Villette-komplexet öppnades på 1860-talet med tre stora byggnader. Idag kvarstår av dessa endast Grand Halle aux Boeufs, på basis av sitt arkitektoniska värde. 
År 1970 överlämnade Paris stad Villette och dess skötsel till den franska regeringen, och fyra år senare lades slakteriverksamheten ned. År 1979 inrättades l'Etablissement Public du Parc de la Villette för att ta hand om det 55 hektar stora området och slakteribyggnaden blev ett byggnadsminne. François Mitterrand annonserade 1982 att Parc de la Villette skulle ingå i Les Grands Projets och samma år utsågs Bernard Reichen och Philippe Robert att ansvara för ombyggnaden av Grande Halle aux Boeufs. Mitterrand öppnade den restaurerade Grande halle de la Villette i januari 1985.
Grande halle de la Villette är byggd i gjutjärn och glas. Den mäter 245 x 85 meter och har en bottenyta på 26 000 kvadratmeter. Den är öppen på tre sidor och den fjärde har en glasvägg och har ingången till hallen.